# Lohnquote
Die Lohnquote ist
- eine volkswirtschaftliche Kennzahl für den Anteil der Arbeitnehmerentgelte am Volkseinkommen,
- eine Bruttolohnquote, bei der das Einkommen vor Abzug der Steuern und Sozialabgaben betrachtet wird,
- eine Nettolohnquote, bei der das Einkommen nach Abzug von Steuern und Sozialabgaben zugrunde liegt,
- ein Maß für die funktionelle Einkommensverteilung.

Ihr Gegenstück ist die Gewinnquote.

## Berechnung
In den folgenden Formeln wird die Lohnquote {\displaystyle LQ} als Verhältniszahl angegeben. In allen weiteren Ausführungen und Grafiken ist die Lohnquote dagegen als Prozentzahl angegeben, ist also mit dem Faktor 100 multipliziert.

### Gesamtwirtschaftliche Lohnquote
Die gesamtwirtschaftliche Lohnquote ergibt sich als Division der Arbeitnehmerentgelte (Lohneinkommen) durch das gesamte Volkseinkommen:
{\displaystyle LQ={\frac {L}{Y}}={\frac {\text{Arbeitnehmerentgelt}}{\text{Volkseinkommen}}}}
Die gesamtwirtschaftliche Lohnquote besitzt jedoch nur eine begrenzte Aussagekraft. Sie wird durch die Veränderung der Beschäftigungsstruktur beeinflusst, insbesondere durch Verschiebungen im Verhältnis von abhängig zu selbständig Erwerbstätigen, da die Erwerbseinkommen der letzteren nicht in der Lohnquote enthalten sind. Um diesem Problem vorzubeugen, wurde die bereinigte Lohnquote entwickelt.

### Bereinigte Lohnquote

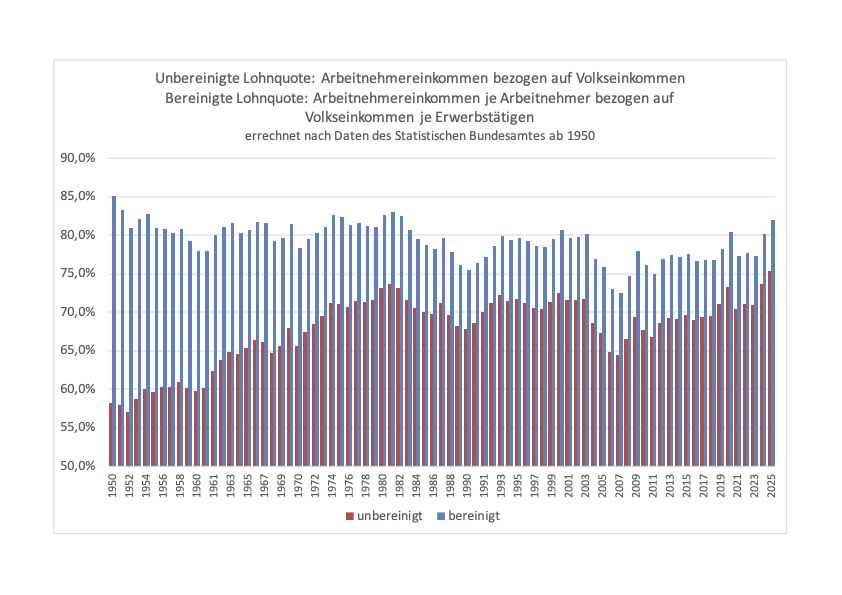
Bereinigte und unbereinigte Lohnquote in der BRD.

Bei der bereinigten Lohnquote (bLQ) wird die gesamtwirtschaftliche Lohnquote um Veränderungen der Erwerbstätigenstruktur bereinigt. Dazu wird die Zahl der Erwerbstätigen und der abhängig Beschäftigten auf ein Basisjahr standardisiert:
{\displaystyle bLQ={\frac {L_{t}\cdot {\frac {A_{0}}{A_{t}}}}{Y_{t}\cdot {\frac {E_{0}}{E_{t}}}}}={\frac {{\text{Arbeitnehmereinkommen im Berichtsjahr}}\cdot {\frac {\text{Anzahl der Arbeitnehmer im Basisjahr}}{\text{Anzahl der Arbeitnehmer im Berichtsjahr}}}}{{\text{Volkseinkommen im Berichtsjahr}}\cdot {\frac {\text{Anzahl der Erwerbstätigen im Basisjahr}}{\text{Anzahl der Erwerbstätigen im Berichtsjahr}}}}}=LQ_{t}\cdot {\frac {\frac {A_{0}}{E_{0}}}{\frac {A_{t}}{E_{t}}}}}
Das Berichtsjahr (Index t) ist das Jahr, für welches die Lohnquote berechnet werden soll, das Basisjahr (Index0) ist ein ausgewähltes Jahr, dessen Erwerbstätigenstruktur konstant gehalten werden soll. Den Formeln ist zu entnehmen, dass im Basisjahr die gesamtwirtschaftliche und die bereinigte Lohnquote gleich groß sind.
Ein Nachteil dieser Bereinigung der Lohnquote ist, dass das Niveau davon abhängt, welches Basisjahr man zugrunde legt. Sie ist daher nur zur Beschreibung von Veränderungen der Verteilung zwischen Lohn- und Gewinneinkommen geeignet, nicht zur Beschreibung des Verhältnisses für ein aktuelles Jahr.

## Gesamtwirtschaftliche Bedeutung
Verschiebt sich die gesamtwirtschaftliche Einkommensentstehung weg von den Arbeitseinkommen und hin zu den Kapitaleinkommen, bleibt dies nicht ohne Auswirkungen auf die sogenannte personelle Einkommensverteilung. So führt ein langfristiger Anteilsanstieg der Kapitaleinkommen an der gesamtwirtschaftlichen Einkommensentstehung zu einer höheren personellen Einkommensungleichheit, wenn die Vermögensbestände und die Kapitaleinkommen stärker auf die Individuen oder Haushalte konzentriert sind. Eine Verbesserung der gesamtwirtschaftlichen Lage (eine steigende Produktion und ein steigendes Nationaleinkommen) wirkt sich dann für die breiten Masse der Arbeitseinkommensbezieher nicht als eine Verbesserung ihrer Einkommenssituation aus.
Entsprechend hat die Lohnquote eine große, aber auch umstrittene Bedeutung in der politischen und insbesondere lohnpolitischen Diskussion. Sie ist damit eine der wirtschaftlichen Größen, welche die Tarifparteien bei den kollektiven Lohnverhandlungen berücksichtigen.

## Aussagekraft und Probleme der Lohnquote
Die gesamtwirtschaftliche Lohnquote unterliegt einer Vielzahl von Einflüssen. Zu den wichtigsten zählen die gewerkschaftliche Präsenz und Lohnpolitik, die Preisentwicklung und konjunkturell bedingte Schwankungen.
Die Lohnquote liefert gewisse Hinweise für die Einkommensverteilung. Die Lohnquote als Maß für die funktionelle Einkommensverteilung ist allerdings umstritten. Sie geht nämlich davon aus, dass Haushalte entweder Lohn- oder Gewinneinkommen beziehen, nicht aber beides zugleich. Nur unter dieser Annahme ergibt sich ein sinnvolles Verteilungsmaß. Allerdings muss eine niedrige Lohnquote nicht zwingend heißen, dass eine hohe Ungleichverteilung der Einkommen vorliegt, da auch Lohnempfänger andere Einkünfte, etwa Kapitaleinkünfte erzielen können. So erzielen Haushalte in Industriestaaten zunehmend gleichzeitig Arbeits- und Gewinneinkommen, womit die Aussagekraft der Lohnquote eingeschränkt wird. Allerdings erzielen selten Personen mit niedrigen Löhnen Kapitaleinkünfte, die hohen Löhnen entsprechen oder diese übertreffen. So besitzen die vermögendsten 1 % in den USA 50 % der Aktien, die ärmsten 50 % besitzen dagegen nur 0,5 % aller Aktien.
Außerdem trifft die Lohnquote keine Aussagen über die Einkommensverteilung innerhalb der Gruppe der Lohn- und Gehaltsempfänger sowie über die jeweilige Anzahl der Personen, die zur Gruppe der Lohnempfänger gehört (Lohnspreizung). Als besser geeignet zur Beschreibung der Einkommensverteilung in Industriestaaten gilt daher die personelle Einkommensverteilung. Beispielsweise ist eine Ursache für die vergleichsweise hohe Lohnquote in Großbritannien, dass die in der Finanzindustrie erzielten Boni zu den Löhnen gerechnet werden. Auch geht die Verteilung der Lohnzuwächse seit längerem in den USA sehr stark auseinander.
Die Lohnquote misst lediglich die Arbeitseinkommen der abhängig Beschäftigten. Die Arbeitseinkommen der Selbständigen werden dagegen fälschlich der Gewinnquote zugerechnet. Die Gewinneinkommen werden damit zu hoch und die Arbeitseinkommen zu niedrig ausgewiesen. Dieses Problem kann gelöst werden, indem statt der Lohnquote die aussagekräftigere Arbeitseinkommensquote herangezogen wird, die auf alle Arbeitseinkommen abstellt. Diese weist allerdings das Problem auf, dass die Einkommen aus selbständiger Tätigkeit statistisch aufgeteilt werden müssen in Arbeitseinkommen (Unternehmerlöhne) und den Gewinn aus selbständiger bzw. unternehmerischer Tätigkeit.

## Entwicklung der Lohnquote
Deutschland
Im Vergleich zum 19. Jahrhundert ist in Deutschland wie auch in den übrigen Industriestaaten die Bruttolohnquote deutlich gestiegen. 1870 betrug die Lohnquote in Deutschland nur 43,1 Prozent. Sie stieg zunächst bis 1930 auf 60,2 % und sank bis 1939 wieder auf 54,9 %.
In der Nachkriegszeit stieg die unbereinigte Lohnquote von 65,6 % im Jahre 1970 auf ihr bisheriges Allzeithoch von 73,6 % im Jahre 1981. Anschließend ging sie bis zur deutschen Wiedervereinigung im Jahre 1990 auf 67,8 % zurück.
Seit der Wiedervereinigung zeigen sowohl die unbereinigte als auch die bereinigte Lohnquote kaum Änderungen: Sie lagen im Jahre 1991 bei 69,9 % und im Jahre 2018 bei 69,0 bzw. 69,2 %.
Laut einer Studie des Instituts der deutschen Wirtschaft wirkte sich in Deutschland die Verbesserung der gesamtwirtschaftlichen Lage (eine steigende Produktion und ein steigendes Nationaleinkommen) nicht für die breiten Masse der Arbeitseinkommensbezieher in Form einer Verbesserung der Einkommenssituation aus. Bei einer breiter angelegten Messung der funktionellen Einkommensverteilung anhand der Arbeitseinkommensquote wurde auch die Arbeitseinkommen der Selbstständigen berücksichtigt (siehe Abschnitt Aussagekraft und Probleme der Lohnquote). Dabei zeigte sich, dass die Arbeitseinkommensquote von ca. 85 % im Jahr 1950 auf ca. 75 % im Jahr 2016 fiel.
EU

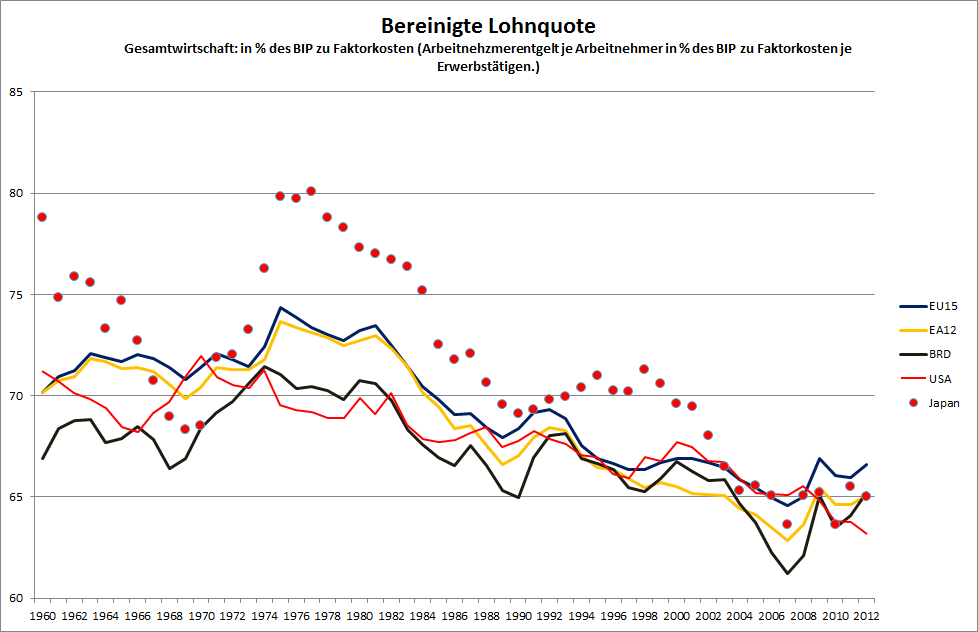
Lohnquote in den USA, Japan, den Eurostaaten und Deutschland zwischen 1960 und 2012.

In den meisten anderen Mitgliedsstaaten der EU-15 erreichte die Lohnquote auch zwischen 1974 und 1981 ihren Höhepunkt. Seitdem ist die Quote in den meisten EU-Staaten wieder deutlich gesunken, eine Ausnahme nimmt unter anderem Belgien ein, wo die Lohnquote in den 2000ern höher als in den 1960ern war. Einen längeren Trend einer sinkenden Lohnquote gibt es neben Deutschland z. B. auch in Griechenland, den Niederlanden, Österreich und Spanien. Auch in den meisten neuen EU-Mitgliedstaaten sinkt die Lohnquote. Die geringste Schwankung der Lohnquote in den letzten 50 Jahren gab es in Dänemark, die höchsten Veränderungen gab es in Griechenland, Irland und Portugal.
USA
In den USA war die Lohnquote in der Nachkriegszeit nur geringen Schwankungen unterworfen. Sie lag im Jahre 1950 bei 63 %, stieg zwischenzeitlich mehrfach auf 64 % und betrug im Jahre 2017 zuletzt 60 %.
International
Im internationalen Vergleich werden Lohnquoten zum Beispiel in der AMECO-Datenbank der Dienststellen der EU-Kommission veröffentlicht.